# Hutte animale

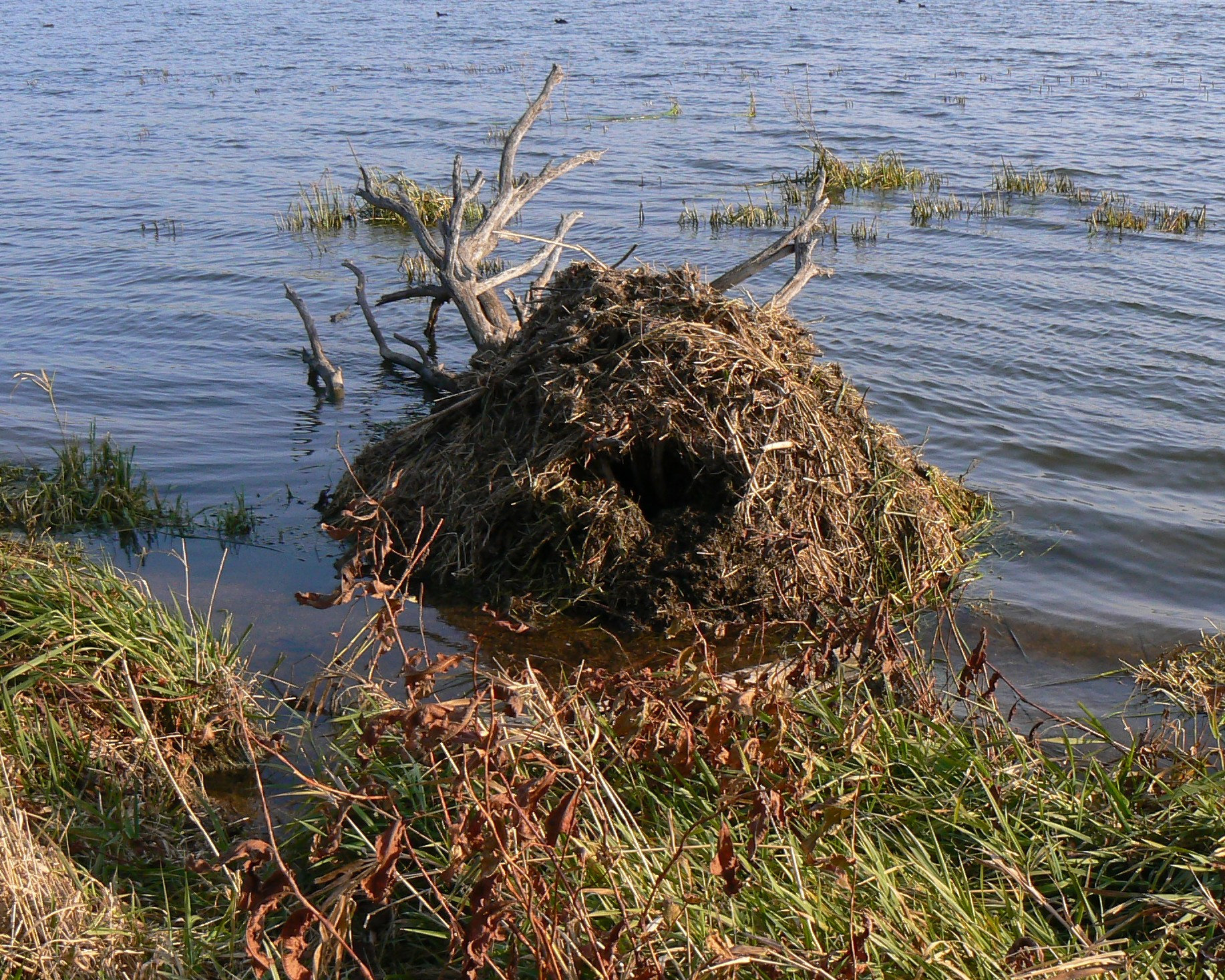
Là où le rat musqué ne se sent pas menacé par l'Homme et là où l'eau affleure, il construit des huttes faites de branchages et végétaux, mais dans les zones urbanisées il vit presque toujours dans des terriers.

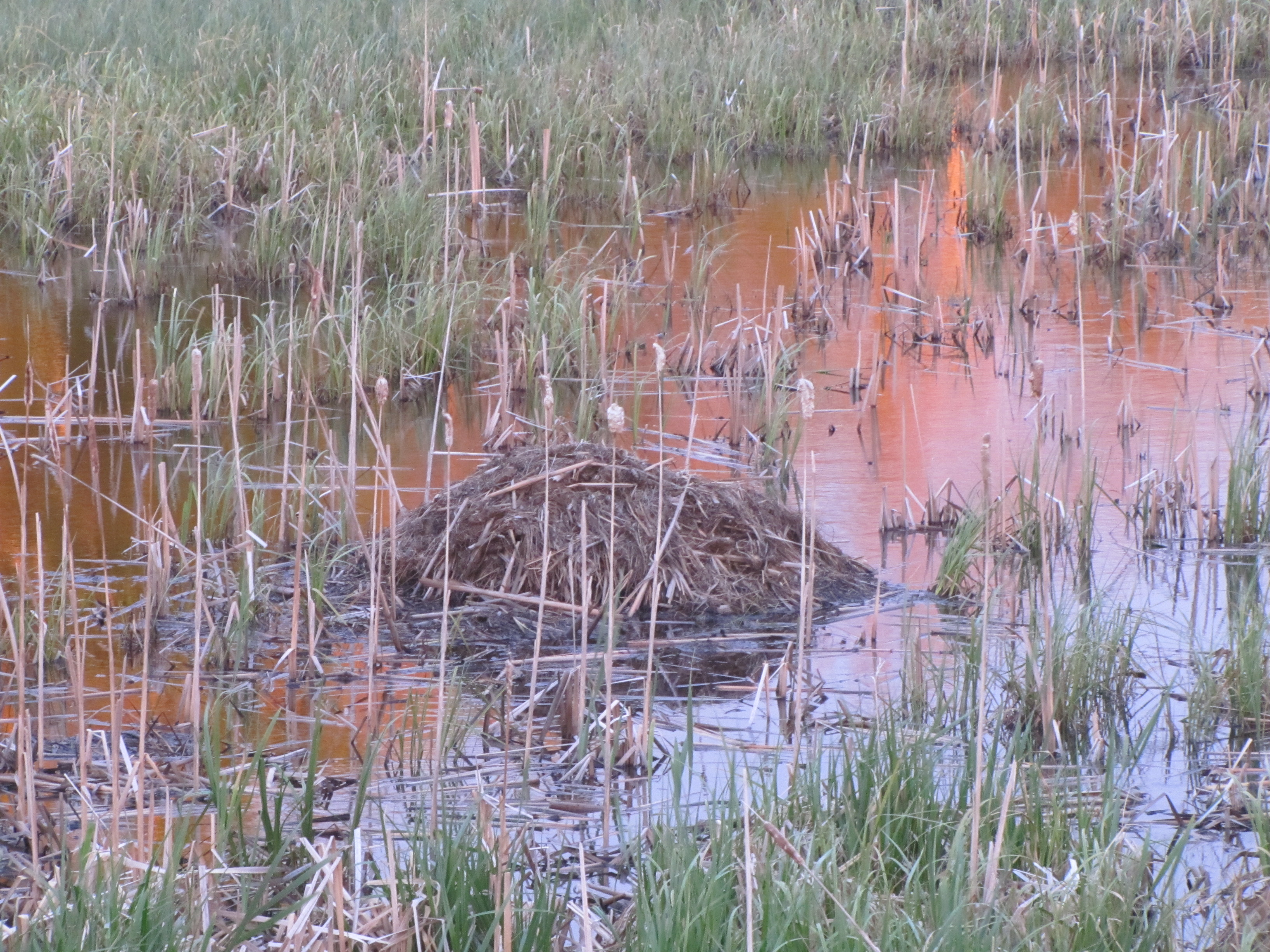
Autre exemple de hutte de rat musqué (ici au Seney National Wildlife Refuge). Selon un article de Science publié en 1884, les épaisses couches de coquilles d'Anodontes et autres moules d'eau douce qu'on trouve au sommet de ces huttes montrent qu'elles servent aussi de « salle à manger » au rat musqué et qu'il n'est pas que végétarien.

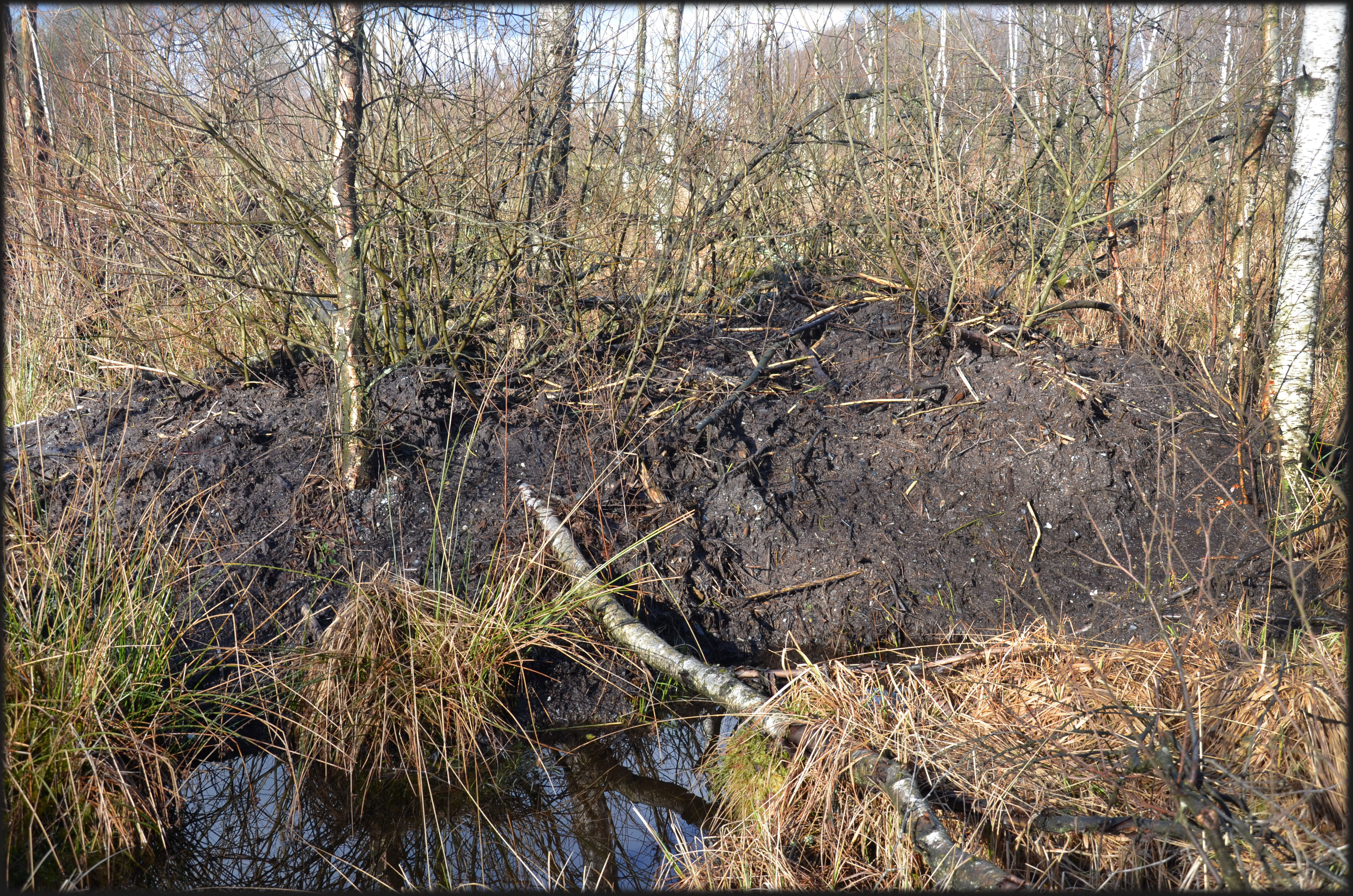
Hutte plus volumineuse, construite par une famille de Castor fiber au milieu d'une zone humide à molinie bleue, saules et bouleaux (dans les Ardennes françaises et à 600 m d'altitude dans une région où l'hiver peut être parfois froid). Le castor a utilisé de la terre tourbeuse prélevée sur place pour colmater les interstices. On y trouve aussi des morceaux de schiste provenant du substrat rocheux.

Plusieurs animaux sont ainsi capables de construire une ou plusieurs huttes à partir de branches, branchages dont les interstices sont plus ou moins colmatés par des agglutinements de terre ; c'est le cas du castor eurasien et du castor nord-américain ainsi que du rat musqué. L'entrée de ces huttes est toujours immergée. Il peut y avoir plusieurs entrées. Une cheminée d'aération non colmatée par de la terre est conservée pour l'aération des chambres sous-jacentes.
Le Castor construit aussi parfois des terriers-hutte. 

## Aspects écosystémiques
Une espèce capable de construire de telles huttes est dite espèce-ingénieur et facilitatrice, car : 
- ces huttes constituent un nouvel habitat pour de nombreuses espèces d'invertébrés, voire un support d'observation et/ou de nidification pour des oiseaux (canards, oies...)[2] ;
- les huttes construites en bois, végétaux et terre forment aussi un substrat pour des plantes qui ne peuvent pousser dans l'eau, enrichissant la biodiversité locale[3],[4] ;
- les matériaux non-immergés sont exposés à l'oxygène, ce qui va accélérer le travail de certains microbes et organismes décomposeurs, au profit des plantes qui pousseront sur cette nouvelle litière[5] et décomposeurs).